# Heimskringla
Heimskringla je všeobecně přijímaný název pro ságy o severských králích, jež jsou dílem Snorriho Sturlusona (1179–1241). Dílo pojednává částečně o švédském rodu Ynglingů, částečně o norských králích od Halvdana Černého až po Magnuse Erlingssona. Název díla je odvozen od slov Kringla heimsins, jimiž začíná dochovaná část Ságy o Ynglinzích a která v překladu znamenají Okruh Země. V češtině text vyšel pod názvem Královské ságy.

## Všeobecně
Pohled na Snorriho dílo se mění s postupem času a odlišně na něj také nahlížejí různí vědci a kritici. Věrohodnost informací jím sepsaných je často zpochybňována. Snorri byl sám aktivním politikem, a proto je mnoho důvodů domnívat se, že za částí jeho práce je politický motiv.

## Předmluva k dílu
Snorri svoji předmluvu začíná Á bók þessi lét ek ríta fornar frásagnir um höfðingja, což v překladu je "V této knize jsem zaznamenal starobylé příběhy o panovnících". Předmluva dále hovoří o důležitosti kritického pohledu na používané zdroje a ujišťuje čtenáře o Snorriho vznešených a čestných úmyslech. Snorri píše: "i když s jistotou nemůžeme určit, do jaké míry jsou tato vyprávění pravdivá, víme, že v dobách dřívějších byla za pravdivá považována."

## Obsah díla
Seznam králů, tvořící rámec celého díla a rozdělující jej na jednotlivé ságy, není úplně kompletní. Ve vlastním textu jsou zmiňováni i další panovníci. Letopočty níže uvedené jsou zde pro lepší pochopení díla a do určité míry jsou založeny na datech, která uvádí Snorri.
- Sága o Ynglinzích – bájný výčet králů, který skrze švédskou dynastii Ynglingů naznačuje příbuznost norských králů se skandinávskými bohy Ásy (kteří by tím pádem byli podle Snorriho obyčejnými lidmi). Celý popis je podle Snorriho předmluvy založený na dokumentu známém jako Ynglingatal - Slovo o Ynglinzích. Jedná se o nedochovaný dokument, o kterém víme právě díky tomu, že se na něj odkazuje množství středověkých autorů
- Sága o Halvdanu Černém (Saga Hálfdanar svarta, Halvdan zemřel okolo r. 860)
- Sága o Haraldu Krásnovlasém (Haralds saga hins hárfagra, Harald Krásnovlasý je považován za sjednotitele Norska, zemřel okolo r. 931)
- Sága o Haakonu Dobrotivém (Saga Hákonar góða, zemřel r. 961)
- Sága o Haraldu Šedoplášťovi a Haakonu jarlovi (Sagan af Haraldi konungi gráfeld ok Hákoni jarli, Harald zemřel r. 969, Håkon r. 1015)
- Sága o Olafu Tryggvasonovi (Saga Ólafs Tryggvasonar, zemřel r. 1000)
- Sága o Svatém Olafu (Saga Ólafs hins helga, christianizoval Norsko, zemřel r. 1030)
- Sága o Magnusovi Dobrém (Sagan af Magnúsi góða, zemřel r. 1047).
- Sága o Haraldovi Krutém (Sagan af Haraldi harðráða, zemřel r. 1066).
- Sága o Olafu Mírném (Saga Ólafs kyrra, zemřel r. 1093).
- Sága o Magnusovi Bosém (Saga Magnús konungs berfœtts, zemřel r. 1103).
- Sága o Sigurdovi, Eysteinovi a Olafovi (Saga Sigurðar jórsalafara, Eysteins ok Ólafs, Sigurd zemřel r. 1130. Eystein r. 1123, Olaf r. 1115).
- Sága o Magnusovi Slepém a Haraldu Pobožném (Saga Magnús blinda ok Haralds gilla, Magnus byl sesazen r. 1135, Harald zemřel r. 1136).
- Sága o Inge Haraldssonsonovi (Saga Inga Haraldssonar ok brœðra hans, Inge zemřel r. 1161).
- Sága o Haakonu Ramenatém (Sagan af Hákoni herðibreið, zemřel r. 1162).
- Sága o Magnusovi Erlingssonovi (Saga Magnús konungs Erlingssonar, zemřel r. 1184).

Heimskringla končí smrtí Øysteina Øysteinssona, r. 1177.

## Zajímavosti
Heimskringla má své místo v knize Julese Vernea Cesta do středu Země. Objeví se hned na začátku příběhu. V jednom starém exempláři knihy najde jedna z hlavních postav zapomenutý dokument, který později vede k oné cestě do středu Země.

## Vydání v češtině
Přeložený a převyprávěný text vyšel u nakladatelství Albatros r. 1980 a jeho autorem je Jaroslav Kaňa. O správnou interpretaci skaldských veršů se postaral Břetislav Mencák.